# Aleksy Zin
Aleksy Zin (ur. 10 grudnia 1917 w Chirówce, zm. 23 września 1991 w Hajnówce) – polski technolog drewna, menedżer przemysłu drzewnego, autor publikacji prasowych, społecznik, działacz sportowy, animator i mecenas kultury.

## Młodość i małżeństwo
Urodził się w Chirówce na obecnej Ukrainie. Ojciec Piotr – robotnik kolejowy ewakuowany z Sobiboru w głąb Rosji w 1915 r. Matka Paraskiewa z Lewczuków – gospodyni domowa W 1921 roku przybył z poszukującymi pracy rodzicami do Hajnówki. Ukończył szkołę powszechną i Państwową Szkołę Przemysłu Drzewnego w Hajnówce. W 1937 r. wstąpił w związek małżeński z Janiną Gołąb, ur. w Łukowie. W 1939 roku został wcielony do 1 Dywizji Przeciwartyleryjskiej w Toruniu. Wziął udział w obronie Warszawy. Po kapitulacji stolicy trafił do niewoli niemieckiej, z której zbiegł i w październiku 1939 powrócił do Hajnówki.

## Praca zawodowa
W 1935 roku rozpoczął pracę w hajnowskim Tartaku Państwowym, W czasie okupacji pracował w księgowości tego zakładu. Po wyzwoleniu, wziął udział w odbudowie tartaku i podjął w nim pracę jako księgowy. Następnie był pracownikiem Lasów Państwowych i Państwowej Centrali Drzewnej „Paged” w Hajnówce. W 1955 roku powrócił do dawnego tartaku, wtedy już Zakładów Drzewnych Przemysłu Leśnego. W 1956 w Szkole Głównej Gospodarstwa Wiejskiego w Warszawie zdał egzamin na inżyniera technologii drewna. W zakładach drzewnych pełnił funkcje kontrolera technicznego, szefa wydziału wyrobów z drewna, zastępcy dyrektora ds. ekonomicznych, a w latach 1969–1981 dyrektora naczelnego przedsiębiorstwa. Był uczestnikiem modernizacji i rozbudowy zakładów drzewnych od tartaku do wielooddziałowego przedsiębiorstwa składającego się z tartaku liściastego, tartaku iglastego, stolarni, beczkarni, skrzynkarni, oddziału materiałów podłogowych, okleiniarni, zespołu suszarni, z oddziałami utrzymania ruchu: elektrycznym, mechanicznym i kotłownią. Na początku lat sześćdziesiątych opublikował w miesięczniku branżowym „Przemysł Drzewny” serię artykułów na temat przerobu drewna egzotycznego na okleiny oraz produkcji mozaiki podłogowej. W roku 1961 uzyskał uprawnienia rzeczoznawcy oklein i drzew tropikalnych przy centrali handlu zagranicznego Polcargo. W latach 1963 – 1971 odbył wiele podróży do Turcji, Kolumbii i USA w celu jakościowej kontroli drewna egzotycznego do produkcji oklein. Przewodził wspólnym działaniom kadry inżynieryjno-technicznej oraz powiatowych władz politycznych na rzecz zakończonej sukcesem budowy wydziału płyt wiórowych i zakładu mebli, co uczyniło z hajnowskich zakładów drzewnych kombinat kompleksowego przerobu drewna. Wykorzystywane w nim nowoczesne metody produkcji i organizacji sprawiły, że Hajnowskie Przedsiębiorstwo Przemysłu Drzewnego stało się zapleczem dla wielu prac badawczych Wydziału Technologii Drewna SGGW w Warszawie. W roku 1981 przeszedł na emeryturę.

## Działalność społeczna i polityczna
Działał w powiatowej i wojewódzkiej radzie narodowej, Froncie Jedności Narodu i spółdzielczości. Przewodniczył społecznemu komitetowi budowy szpitala miejskiego, liceum ogólnokształcącego i technikum drzewnego w Hajnówce. Wziął czynny udział w odnowie życia politycznego w kraju po 1956 roku. Był przewodniczącym rady robotniczej, członkiem pierwszej delegacji, która została skierowana przez Polskę do Jugosławii w celu zapoznania się z działalnością tamtejszych rad robotniczych. W wyniku inspiracji tą działalnością razem ze współpracownikami uruchomił tzw. produkcję uboczną. Było to wytwarzanie galanterii drzewnej i mozaiki podłogowej z odpadów drzewnych. Produkcja ta przyniosła zysk wystarczający do wypłacenia już w roku 1957 premii rocznej, tzw. 13. pensji całej załodze. Z produkcji ubocznej była następnie sfinansowana budowa pierwszych zakładowych czterech bloków mieszkalnych dla 40 rodzin oraz zakładowego ambulatorium leczniczego. W 1957 roku był kandydatem na posła na Sejm. Przez trzy kadencje, do roku 1967, był członkiem plenum Zarządu Głównego Związków Zawodowych Przemysłu Leśnego i Przemysłu Drzewnego. Był prezesem Towarzystwa Przyjaciół Hajnówki w latach 1977-80 i jego honorowym prezesem w latach 1980-91. W czasie swojej emerytury podejmował skuteczne działania na rzecz uruchomienia komunikacji miejskiej, budowy kortów tenisowych oraz nowego szpitala w Hajnówce.

## Aktywność sportowa i kulturalna
Brał udział w rozgrywkach ligowych piłki nożnej jako bramkarz i w rozgrywkach ligi tenisa stołowego jako zawodnik i sędzia. Przez 10 lat, do 1956 r., był aktorem, scenografem i reżyserem w zakładowym teatrze amatorskim. Prowadził działania mające na celu promowanie zakładów drzewnych, miasta Hajnówka oraz Puszczy Białowieskiej. Zorganizował cykl corocznych plenerów rzeźby w drewnie z międzynarodową obsadą uczestników. Wziął udział w wielu audycjach radiowych i telewizyjnych. Był autorem licznych publikacji prasowych. W latach siedemdziesiątych XX w. stał się uosobieniem otwarcia lokalnej społeczności na świat. Efektem tej zmiany były sukcesy mieszkańców Hajnówki w „Konkursie Miast” oraz konkursie „Mistrz Gospodarności”. W uznaniu zasług dla Hajnówki i Ziemi Białostockiej jedną z hajnowskich ulic nazwano pośmiertnie jego imieniem.

## Publicystyka prasowa

### Przemysł Drzewny
- nr 7/1960 "Produkcja posadzki mozaikowej w HZPD"
- nr 12/1960 "Jeszcze o posadzce mozaikowej"
- nr 7/1961 "O produkcji oklein orzechowych"
- nr 4/1964 "Produkcja oklein pasiastych na płyty "Okal""
- nr 5/1965 "Czynniki decydujące o wykorzystaniu drewna okleinowego"
- nr 5/1966 "Półpromieniowe pozyskanie oklein dębowych"
- nr 10/1974 "O bardziej nowoczesny przerób drewna dębowego"
- nr 9/1976 "O wyższą jakość pracy w HZPD"
- nr 6/1981 "Powrót do źródeł – rady robotnicze"
- nr 11/1981 "Odpowiedź p. Zdzisławowi Langnerowi z Lęborka"

### Technik Drzewnictwa
- nr 4/1958 "Mygłowanie surowca zabezpiecza jakość tarcicy"
- nr 6/1958 "Karty pracy źródłem wydajności pracy"
- nr 5/1959 "Postępowe metody produkcji klepek dębowych"
- nr 7/1959 "Rola technika w produkcji tartacznej"
- nr 9/1959 "Kierunki modernizacji wyrobów fryzarskich"
- nr 3/1960 "Wykorzystanie drzewnych surowców odpadowych"

### Sylwan
- nr 6/1978 "Zagadnienie przerobu czarnej dębiny ze znaleziska paleologicznego"

### Przegląd techniczny
- nr 14/1981 "Co może rada robotnicza"

### Głos Drzewiarza
- w latach 1955–1956 6 artykułów z zakresu technologii i organizacji pracy

### Gazeta Hajnowska
- nr 3/1954 "O czym mówił Józef Szymczak"
- nr 4/1954 "Przodujący w pracy – pierwsi w skupie zboża"

### Głos Hajnówki
- nr 6/1983 "Jeszcze raz o ściekach Fabryki Chemicznej"
- nr 7/1983 "Robotnicze tradycje Czerwonej Hajnówki"
- nr 8/1983 "Narodziny układu komunikacyjnego"
- nr 16/1984 i 17/1984 "Mamy własny folder"
- nr 19/1984 i 20/1984 "Jak widzę Hajnówkę roku 2000-go"

### Głos Pracy
- nr 291/1959 "Z sali obrad i kuluarów"
- nr 299/1969 "Trzeba wybrać to, co w praktyce najlepsze"

### Polityka
- nr 43/1971 "Czy rady zakładowe muszą być na etacie?"
- nr 45/1971 "Inne rozwiązanie"

### Gazeta Białostocka
- nr 307/1973 "Rezerwy z wyższych półek"

### Gazeta Współczesna
- nr 282/1978 "Raport z przemysłu drzewnego"
- nr 37/1979 "Wyzwanie wzmożonego obowiązku"
- nr 271/1979 "Każdemu za wykonane zadanie"
- nr 54/1981 "Płace, koszty, ceny podstawą reformy"
- nr 97/1981 "Rady robotnicze"
- nr 6/1982 "Cele, środki, drogi"
- nr 25/1982 "Z działalności MOKON Hajnówka"
- nr 32/1982 "Recepta na solidny domek"
- nr 141/1982 "Porozumienie czy pojednanie"
- nr 216/1982 "Problem w butach"
- nr 70/1983 "Moim zdaniem"
- nr 85/1983 "Motywacja podstawą efektywności"

## Wywiady prasowe
- Życie Partii nr 6/1955 "Nasza praca z komitetami Frontu Narodowego"
- Głos Pracy październik 1959 "Ludzie z Hajnówki myślą"
- Słowo Powszechne nr 95/1960 "Piękne parkiety z zakładów hajnowskich"
- Kamena nr 5/1966 "Inżynier z Hajnówki"
- WTK nr 8/1967 "Dwa życiorysy Hajnówki"
- Neues Deutschland 15/10/1967 (NRD) "Ein Besuch in Hajnówka"
- Timber Journal nr 7/1968 (Wlk. Brytania) "Ten days in Poland"
- Gazeta Białostocka nr 305/1969 "Nasi za granicą"
- Trybuna Ludu nr 58/1971 "Drzewiarze z Hajnówki"
- Kobieta i Życie nr 35/1973 "Ludzie z drewna"
- Radnik nr 162/1957 (Jugosławia) "Prijatelji iz Poljske"
- Drvodelač nr 10/1957 (Jugosławia) "Prijateljska posjeta"
- Dziennik Ludowy 3/5/1972 "Skarb puszczy"
- Gazeta Białostocka nr 275/1973 "Interview o... wywiadzie"
- Przyjaźń nr 8/1974 "Nie tylko Puszcza Kombi"
- Przemysł Drzewny nr 6/1974 "Rozwój produkcji mebli w kombinacie"
- Zwierciadło nr 25/1974 "Dżentelmen z konieczności"
- Literatura nr 23/1975 "Kto uchroni puszczę?"
- Trybuna Ludu nr 303/1977 "Bez powiatowego blasku"
- Gazeta Współczesna nr 241/1977 "Zaczęło się od teatru"
- Głos Pracy nr 107/1977 "Nagrody dla twórców kultury"
- Głos Pracy nr 292/1977 "Łączenie pracy z nauką"
- Kontrasty nr 4/1979 "Cały czas w ataku"
- Las Polski nr 3/1982 "Dzień Leśnika i Drzewiarza w Hajnówce"
- Odgłosy nr 12/1984 "Miasto zrodzone z lasu"

## Audycje radiowe i telewizyjne
- 1972 rok – seria 12 audycji w programie III Polskiego Radia "Moje podróże zagraniczne w roli eksperta drzewnego"
- 1972 rok – gawęda w programie III Polskiego Radia "Cztery choinki"
- 1978 i 1980 rok – film dokumentalny Marka Walukiewicza "Na skraju puszczy, czyli rozmowy Aleksego Zina"
- 1974 rok – program II Polskiego Radia "Pamiętnik białostocki"
- 1978 rok – gawęda w programie III Polskiego Radia "Czarne dęby"

## Odznaczenia
- Order Sztandaru Pracy II klasy,
- Krzyż Oficerski Orderu Odrodzenia Polski,
- Krzyż Kawalerski Orderu Odrodzenia Polski,
- Złoty Krzyż Zasługi,
- Srebrny Krzyż Zasługi,
- Brązowy Krzyż Zasługi,
- Odznaka „Zasłużony Działacz Kultury”,
- Odznaka „Zasłużony dla Leśnictwa i Przemysłu Drzewnego”,
- Odznaka „Zasłużony Białostocczyźnie”,
- Medal „Za Zasługi dla Pożarnictwa”,
- Medal „Za Zasługi dla Akademii Medycznej w Białymstoku”,
- Medal „Za zasługi dla obronności kraju”,
- Odznaka „Za zasługi w ochronie porządku publicznego”.